# Тёмные века европейской истории

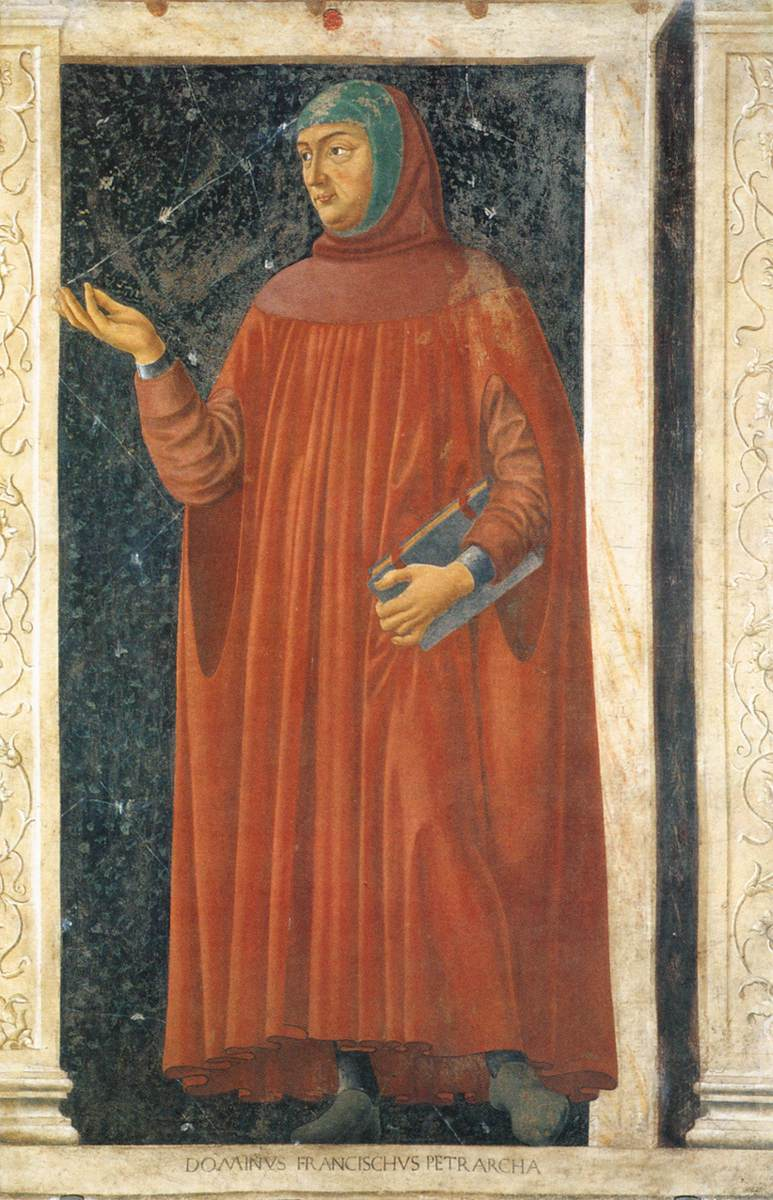
Франческо Петрарка, выдвинувший идею «Тёмных веков»

Тёмные века — термин, обозначающий раннее Средневековье, а иногда и всё Средневековье в Западной Европе после падения Западной Римской империи, подчёркивающий экономический, интеллектуальный и культурный упадок этого периода. Характерной чертой этого времени называют отставание западного региона от Византии, мусульманского мира и Китая.
Первое упоминание понятия «Тёмные века» приписывается Франческо Петрарке. В главном историческом труде «О знаменитых мужа́х» период от «древней» истории с V до XIV века выступает у него «тёмным», поскольку не породил ничего столь же великого, как Рим.

## Историография
Центральной темой в обсуждении «Тёмных веков» историками остается вопрос о преобладании рабовладельческого или феодального способа производства в эту эпоху.
В современной науке наиболее распространено представление о том, что раннее Средневековье являлось периодом разнообразного, многоукладного хозяйства, в котором существовали параллельно друг другу, причудливо переплетаясь, элементы разлагающегося варварского родоплеменного, находящегося в упадке античного рабовладельческого и нарождающегося феодального укладов, причём в самых различных пропорциях в зависимости от региона.
В этот период всё ещё сохранялись крупные рабовладельческие латифундии (лат. villa) — в большинстве своем это были ещё старые, доставшиеся варварской знати от провинциальной римской аристократии поместья. Однако их наличие ещё не является поводом для причисления «Тёмных веков» к рабовладельческой эпохе. Видимо, это уже не были классические рабовладельческие хозяйства, эффективное управление которыми в условиях нехватки образованных людей было сильно осложнено ещё в позднеримскую эпоху. Именно в связи с этим ещё задолго до падения Империи был сделан важнейший шаг в сторону феодализма — появление колоната и перевод в эту форму личной зависимости значительной части сервов. Очевидно, что развитие этих отношений продолжилось и в средние века, с постепенным переходом от рабства в классической форме и колоната — к крепостной зависимости крестьян от сеньора. Наряду с этими крупными хозяйствами, но совершенно независимо от них, среди варваров продолжали существовать свободные крестьяне-общинники, образ жизни которых поначалу мало изменился по сравнению с тем, который вели их дальние предки.
Представляет интерес получивший определённое распространение в европейской историографии тезис бельгийского историка Анри Пиренна, который утверждал, что нашествие варваров не привело к окончательному крушению римского мира. По мнению Пиренна, германские государства экономически оставались тесно связаны с Византией, образуя зону влияния константинопольской империи. Историк утверждал, что Запад оставался в ситуации «Тёмных веков» до тех пор, пока не был отрезан арабскими завоеваниями от византийской торговли, что подвигло его на вынужденную трансформацию. Политические центры европейского мира отодвинулись к Северу, язычество было искоренено, роль папства возросла, рабовладение было окончательно вытеснено крепостным правом, восстановлена Империя; на месте позднеантичного мира стала выстраиваться классическая средневековая феодальная система.

## Аграрная цивилизация
Запад раннего Средневековья переживает упадок городов, симптомом чего становится переезд варварских монархов из городов в резиденции-латифундии.
Большинство раннесредневековых грамот было подписано королями именно там. В сельских же резиденциях монархи предпочитали хранить свои сокровища. Минуя города, аристократы германцев путешествовали в сельской местности между виллами, оставаясь в каждой из них до полного исчерпания припасов.
Запад «Тёмных веков» выступает как экономическая периферия Восточной Римской империи. На фоне упадка городов монархи варваров закупают на Востоке ремесленные товары, подражают ромейской (византийской) моде и сохраняют свои сокровища в византийской монете.

## Церковь
На эпоху «Тёмных Веков» выпадает ослабление влияния римских пап. В результате варварских нашествий часть Запада возвращается к язычеству, что особенно касается западно-балканских регионов и Британии. В то же время византийское христианство добивается впечатляющих успехов в Ирландии, однако ирландская церковь сохраняет независимость от папства[уточнить].
В VII веке Риму удается ликвидировать ирландскую, а также валлийскую церковную независимость и отменить церковные обычаи кельтов, бросавшие вызов общецерковному стандарту. Ирландцы ставили аббата выше епископа, проводили службы с переносными алтарями и, по легендам, рукополагали в епископы женщин. Несмотря на это, духовная миссия ирландских монахов на континенте существенно способствовала христианизации Запада VI—VII веков.

## Римская церковь и Вселенские соборы
На эпоху «Тёмных веков» выпадают V, VI и VII Вселенские соборы. В отличие от восточных патриархов, на всех из них римский понтифик отстаивал позицию, в дальнейшем признанную ортодоксальной. В XIX веке это дало основание доктрине о непогрешимости римского папы, выступающего «ex cathedra», то есть трактующего христианское учение. Тем не менее папа Гонорий I выступил в поддержку ереси монофелитства. Согласно средневековому народному преданию, папа попал в ад, согласно мнению Римской курии, совершил ошибку в связи с незнанием греческого языка.

## Ереси
Самой значительной ересью «Тёмных веков» было арианство. Арианские королевства вестготов, остготов, бургундов и вандалов занимали к 500 году большую часть территории Запада. VI век стал временем крушения арианства. Государства остготов и вандалов были уничтожены ортодоксальными византийцами, бургундов — ортодоксальными франками, вестготы при короле Реккареде приняли католическую веру. Причиной краха арианской государственности было то, что большинство жителей варварских государств остались верны религии константинопольского патриарха и римского папы, чем воспользовались Византия и франки, чтобы дестабилизировать соседние регионы изнутри.
К «Тёмным векам» относятся первые признаки пробуждения народной ереси. В VIII веке крестьянский еретик Альдеберт проповедовал, что был направлен Иисусом Христом, и раздавал кусочки своей одежды верующим женщинам. Последователи ходили за Альдебертом во множестве, а сам он сочинил молитву неизвестным христианским ангелам, чьи имена имеют предположительно гностическое происхождение. После суда над Альдебертом Римская церковь запретила молитвы любым ангелам, кроме упомянутых в Библии.

## Византия
В результате завоеваний Юстиниана Византийская империя восстанавливает контроль над бывшими западно-римскими землями Западной Африки, Италией, южными провинциями Испании и Балеарскими островами, но неожиданное вторжение лангобардов заставляет византийцев отступить. Византия учреждает жесткую опеку над римским папой, который после избрания должен был получить одобрение византийского императора и выплатить ему вознаграждение. Из-за трудностей путешествия римские папы зачастую получали санкцию у византийского наместника, который после лангобардского нашествия поселился к востоку, в Равенне, и носил титул экзарха.
Арабские завоевания привели к массовому бегству греков из византийских провинций в Италию. С VII по VIII век папский престол занимают, главным образом, греки, а духовная жизнь Италии испытывает сильное византийское влияние. Греки играют важную роль в миссионерской политике Рима. Один из эмигрантов, Феодор, принял участие в крещении Англии, утвердив приоритет между её прелатами за архиепископом Кентерберийским. Тем не менее «греческие» папы, так же, как и другие, тяготились византийской властью и её неспособностью справиться с лангобардской опасностью. Начиная с папы Григория III (741 г.) понтифики ищут союза с ортодоксальными франками в ущерб интересам Византии.

## Христианизация

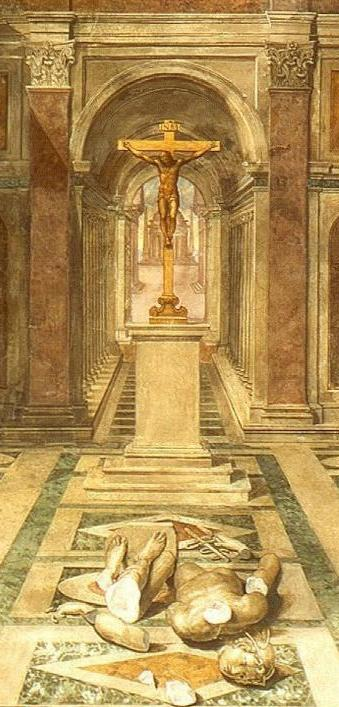
Томмазо Лаурети (1530—1602): «Триумф христианства», фреска, 1585, Зал Константина, Ватиканский дворец. На полу храма лежат разбитые языческие идолы

Под действием варварских нашествий слабая епархиальная организация некоторых регионов рушится. Британия, направлявшая делегатов на I Вселенский собор, после завоевания англосаксами становится почти полностью языческой. Степень христианизации сельского населения ко времени варварских нашествий остаётся в значительной степени неисследованным вопросом. Так или иначе, в начале VII века св. Аманд крестил язычников в окрестностях крупных галльских городов, часть из крещённых он выкупил из рабства.
Обращение Британии начинается с англосаксонского королевства Кент, связанного по своим торговым отношениям с Галлией (конец VI века). Остальные англосаксонские государства Британии принимают крещение в течение VII века. При этом кельтские государства Уэльса и ирландские колонии в Шотландии сохраняли христианскую веру, подвергшуюся влиянию язычества вследствие изоляции.
Крещение Германии открывается событиями VIII века, решающую роль в которых сыграл св. Винфрид, а завершается насильственным обращением саксов воинами Карла Великого. В VIII веке начинается обращение в христианство первых славян — альпийских (связанных по родству с нынешними словенцами).
Недостаток централизованного прозелитизма (и государственной религиозной политики) заметно отличал «Тёмные века» от Каролингского времени.

## Культ святых
В Раннее Средневековье распространилось почитание святых королев.
Королеву Радегунду вспоминали на фоне разнузданности её супруга, монарха франков Хлотаря I. После того как Хлотарь убил её брата, Радегунда удалилась в монастырь. Клотильда, несмотря на то, что происходила из народа бургундов, исповедовавших арианство, придерживалась ортодоксальной веры. Считалось, что Хлодвиг I принял ортодоксальную веру благодаря её непрестанным уговорам. Королеве пришлось пройти через опалу после того, как крещенный в христианскую веру сын короля внезапно умер. Св. Батильда, бывшая рабыня в одном из англосаксонских государств, стала супругой короля Хлодвига II и регентшей после его смерти. Королеву, основательницу многих монастырей, почитали за благочестие как святую.
Варварские короли, недобрые нравом, редко добивались канонизации. Почти единственное исключение — монарх франков Гунтрамн, сравнивавшийся по мудрости с Соломоном, так и не был канонизирован. Тем не менее в государстве франков почитался король Сигиберт III.
Наибольшей популярностью среди всех святых Запада пользовался св. Мартин Турский. По легенде, в один из дней святой встретил нищего, и нищий стал умолять его, чтобы святой дал ему что-нибудь из своей одежды, дабы прикрыть лохмотья. Мартин разрезал свой плащ на две части и передал просившему одну. На следующую ночь епископу был сон, что в тот день Иисус Христос предстал перед ним в виде нищего. Вторая часть плаща св. Мартина Турского стала реликвией Меровингов и называлась «капа». Короли франков брали капу в боевые походы, где она должна была сохранить их от опасности. Священник, отправляющийся вместе с войском, со временем стал называться капеллан, то есть «хранитель капы».
Аббатство св. Мартина было одним из богатейших монастырей Запада. Чтобы спасти его от разграбления, Карл Мартелл вывел войска на дорогу между Туром и Пуатье, по которой передвигались войска исламских завоевателей Абд-ар-Рахмана.
Раннее Средневековье — эпоха возникновения местных культов. Епископы переносят мощи христианских святых во внутренние регионы варварских королевств, и появляется почитание местных святых, чаще всего из самих епископов.

## Научные знания
В течение всего периода «Тёмных веков» научные знания находятся на Западе в глубоком упадке. Так, «Этимологии» Исидора Севильского, составленные в VII веке, представляют собой одно из самых фантастичных сочинений средневекового периода. Исидор азартно описывает василисков и драконов и, в целом, убеждён в плоскости Земли, хотя приводит и противоположную точку зрения.
Упадок научного знания на Западе отчасти может быть объяснён сокращением контактов с Византией и, в частности, забвением греческого языка, продолжавшимся на Западе вплоть до времени гуманистов.
Тем не менее, Беда Достопочтенный, писавший в VIII веке, утверждал, что Земля имеет форму шара, приводя в пользу этого естественно-научные аргументы. Согласно Беде, только шарообразная Земля может объяснить корреляцию между положением звёзд на небе и географическими координатами. Лангобардский историк VIII века Павел Диакон предложил оригинальную теорию происхождения приливов. По его мнению, приливы и отливы обязаны своим происхождением двум гигантским водоворотам в Атлантическом океане на значительном удалении от суши.

## Политические границы
После падения Римской империи политическое пространство Запада неожиданно расширяется, потому что варварские государства возникают как внутри империи, так и за её пределами.
На территории Германии появляются королевства тюрингов и аллеманов, герцогство баваров, в трансальпийском регионе — Королевство ругов, в Ирландии христианские государства, в Шотландии ирландская колония Дал Риада, а также северное и южное королевства пиктов. Начиная с VII века, огромное значение приобретает Аварский каганат.
Внутри империи франкское королевство достигает выдающегося положения. Вступив в борьбу за римское наследие последними, франки добиваются победы над вестготами на равнинах Вуйе (507). После того, как Византия объявляет войну остготам, те, поддавшись угрозам, уступают франкам Прованс. Ещё ранее сыновья Хлодвига завоевывают Бургундию.
После воссоединения пространства римской Галлии под началом Меровингов франкская экспансия направляется в Германию, где герцогство баваров образовывается под их верховенством.
Королевство вестготов, пережив катастрофу при Вуйе, обращается к объединению испанских земель, где во второй половине VI века исчезают королевство свевов и независимые римские территории, вероятно, существовавшие в этом регионе. Континентальные захваты византийцев на юге Испании оказываются кратковременными, но отсутствие флота так и не позволит варварам вернуть Балеарские острова.

## Варвары и римляне
Монархи варваров заключают союз с Церковью и римской сенатской аристократией. В местах, выделенных германцам для расселения, особенно на севере Галлии, римская аристократия сохраняет часть собственности, но германизируется. На юге Галлии, где расселения не было, она остаётся римской до VIII века. Практическое отсутствие конфликтов за землю между варварами и римлянами объясняется депопуляцией региона в период Великого переселения народов.
Во французской историографии XX века принято мнение о том, что галло-римляне, жившие в Аквитании, предприняли три попытки добиться независимости от государства франков. Первая из них связана с восстанием Храмна, сына короля Хлотаря I. Вторая — с мятежом самозванца Гундовальда, поддержанного Византией, вмешавшейся в дела государства франков. Во второй половине VII века при патриции Феликсе и его преемнике Лупе I Аквитания обретает независимость от франков. Во время арабского нашествия правителем Аквитании выступает герцог Эд, чьи родственные связи с Феликсом и Лупом из-за недостатка источников не прояснены. Оказавшись стиснутой между арабами на юге и франками на севере, Аквитания окончательно теряет независимость в период правления Пипина Короткого. Некоторые города на средиземноморском побережье Франции выбрали между франкским и арабским подданством арабское, в частности, Арль и Марсель. Различия между Югом и Севером приводят к войнам второй половины IX века и остаются существенными до Альбигойских крестовых походов.
В государстве остготов при правлении Теодориха Великого союз между королём и римской аристократией был разрушен благодаря интригам Византии. Монарх варваров, сменив милость на гнев, приступает к репрессиям в отношении итало-римлян, исповедовавших не арианскую, а православную (ортодоксальную) веру. Жертвой преследований становится философ Боэций, которого Теодорих заключает в тюрьму.

## Епископы
В период «Тёмных веков» короли варваров принимают право назначать епископов в своих государствах, римские папы утрачивают контроль за своим патриархатом, митрополиты — за подчиненными епископствами. Епископы обладали уникальной властью в городе, оставшемся после ослабления торговых связей, по преимуществу культовым центром. Епископами назначались галло-римские и германские аристократы, часто епископы имели детей и жён. В период кризиса меровингского государства (VII век) прелаты выступают как правители полусамостоятельных территорий, где власть их возрастает настолько, что превышает графскую. В отличие от большинства меровингских аристократов, епископы были тесно связано с городом потому, что в городе находилась главная епархиальная церковь. Прелаты опирались на многовековые финансовые и земельные ресурсы своей епархии.
Влияние епископов не было повсюду одинаково велико. В некоторых городах государства франков списки епископов содержат многолетние лакуны, в чём исследователи усматривают признак частичного возвращения к язычеству.
Короли созывали епископов на соборы. Лучше всего известны Толедские соборы в государстве вестготов (их было 18). В ходе одного из Толедских соборов был сформулирован первый вариант доктрины филиокве, впоследствии выступившей причиной разделения единой кафолической православной Церкви на восточную (православную) и западную (католическую). Другой из Толедских соборов одобрил скандальное предложение продать евреев в рабство.
Известно, что епископы раннего Средневековья вели войны. Некоторые из них сами участвовали в войне: например, епископ Милон — один из трёх (наряду с Карлом Мартеллом и его братом Хильдебрандом) участник сражения при Пуатье, сведения о котором сохранились до наших дней.

## Отшельничество
Под влиянием Восточной Римской империи в государствах варваров распространяются традиции одиночного монашества. Отшельники, возможно, заимствовали психотехнику византийского монашества, некоторые из них практиковали столпничество. Согласно сведениям житий, отшельники положили начало христианизации сельского мира.
В местах поселения монахов-анахоретов к ним присоединялись ученики, что приводило к образованию монастырей. Отвергавшие принцип общежития, как недостаточный для монашеской жизни,
отшельники часто отличались непредсказуемостью: покидали пустыни, где возникновение монастырей было неизбежно, и уходили в поисках нового пристанища. Непростая судьба брошенных общин и неконтролируемость отшельников вызывали раздражение у епархиальной власти. Лангобард Вульфилаих столкнулся с тем, что по приказанию епископа был разрушен его столп.
Противником отшельничества выступил архиепископ Тура Григорий. Он объехал известных ему анахоретов, уговаривая их присоединиться к тому или иному монастырю. Вышедший в первой трети VI века устав Бенедикта Нурсийского запрещал поселение монахов на значительном удалении от монастырей.
С явлением монашеской колонизации связывают экономическое возрождение Запада после Великого переселения народов.